# Eudes I d'Aquitània

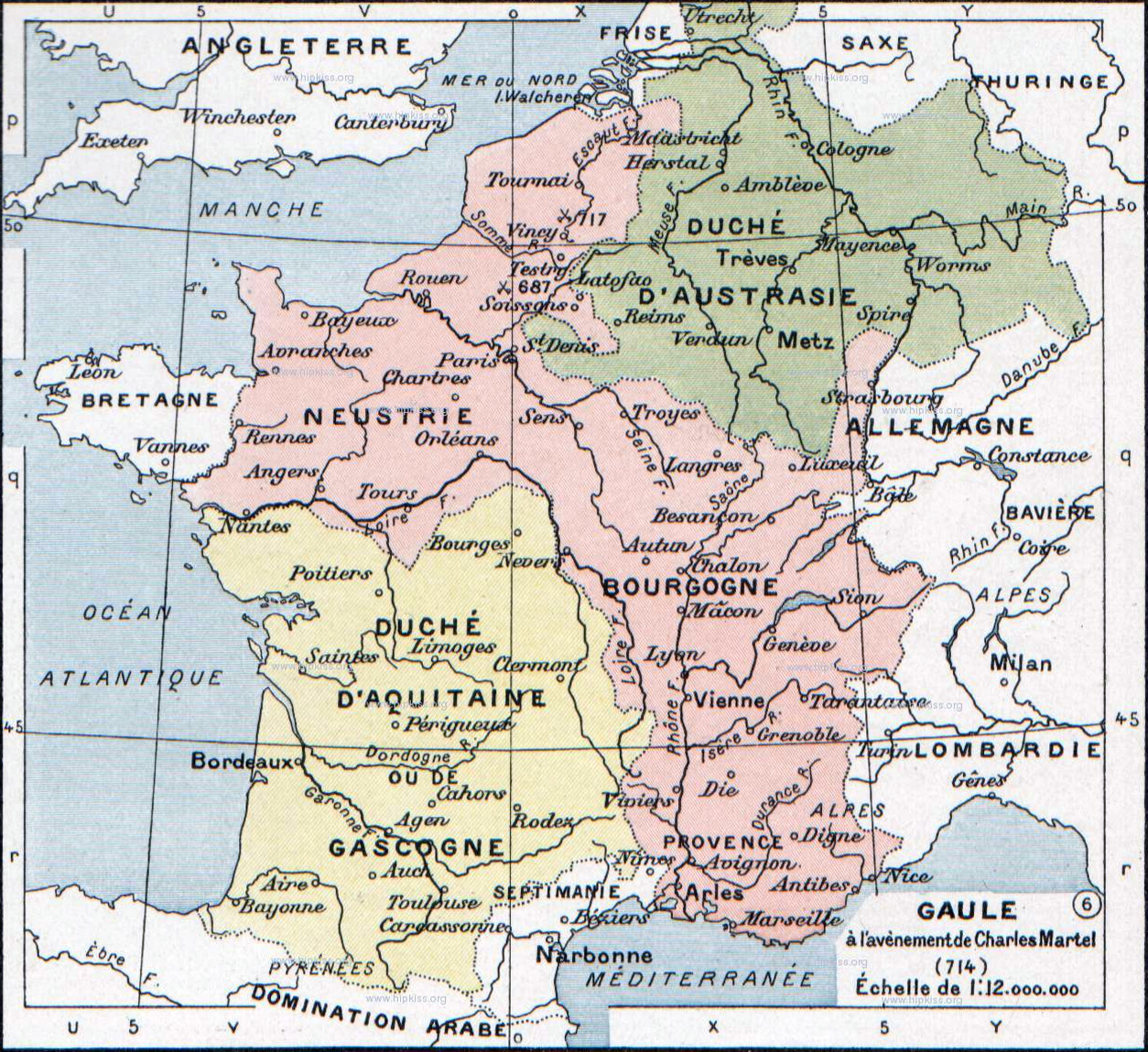
Aquitània el 714

Eudes I el Gran o Odó I el Gran fou el primer gran duc ben documentat de l'Aquitània que hauria governat vers 676-735. Hauria pujat al poder en una data entre el 676 quan desapareixen les notícies sobre el duc Llop I, i el 688 en que Pipí d'Héristal i Teodoric III de Nèustria van acordar la pau. En aquestos anys, per obra de Llop o d'Eudes, els dominis austrasians i neustris a Aquitània van quedar units potser impulsats per la resistència nobiliària contra Teodoric d'un costat i l'aparició de les forces regionals al regne merovingi entre el 675 i el 680, i després del 688 a més contra el govern per un majordom de palau en lloc d'un rei.

## Unió d'Aquitània
L'Aquitània austrasiana entregada per Ebroí a Teodoric III a canvi de ser nomenat majordom de Nèustria, s'hauria revoltat contra el rei merovingi instigats els seus nobles pel majordom d'Austràsia Wulfoald, nomenat per Dagobert II, que va promoure la revolta dels senyors de l'Austràsia meridional contra Ebroí i Teodoric, cosa en certa manera fàcil, ja que els austrasians no volien estar dominats pel rei de Nèustria; en la guerra va participar Grimoald, rei dels longobards (677) però les operacions militars són desconegudes, ja que cap contemporani les esmenta. El 679 els nobles austrasians que lluitaven contra Ebroí foren derrotats a la batalla de Bois-du-Fays.
Quant a l'Aquitània de Nèustria, Ebroí va agafar el poder al regne de Nèustria el 676 i va enviar a l'exili a un gran nombre de senyors de Nèustria i de Borgonya que se li oposaven alguns dels quals van haver de fugir creuant el riu Loira cap a Aquitània i Gascunya. En aquest temps alguns governadors territorials havien adquirit una gran autonomia aprofitant la manca d'autoritat central. Llop I d'Aquitània de Nèustria fou ben segur un d'aquestos senyors que va refusar reconèixer l'autoritat d'Ebroí i es va formar de fet un estat vasco-aquità que no reconeixia ni a Teoderic ni a Ebroí ni a Pipí. Després de la batalla de Testri del juny de 687 que va donar el poder a Nèustria i Borgonya a Pipí d'Heristal, el poder del majordom i duc dels francs va ser rebutjats pels vasco-aquitans. Llop o Eudes potser es considerava amb el mateix dret que Pipí al govern, quan el rei legítim havia estat privat del poder.
Fou a partir del 688 que els vascoaquitans igual que altres pobles es van desfer dels lligams amb la dinastia merovíngia, tot i que alguns reis encara van estar nominalment al tron més de mig segle. Les opinions sobre quan es va produir la unió dels territoris vascoaquitans hi ha opinions diverses. Devic i Vaisette opinen que fou a partir del 688. Així Eudes va afegir als seus dominis el Berry, l'Alvèrnia, el Llemosí, el Borbonès, la Roergue, l'Albigès, el Velai, el Gavaldà i Usès; el Vivarais llenguadocià hauria restat en poder de Borgonya i, per tant, de Pipí. Teodoric III va morir el 691 quan tenia uns 40 anys i després d'un regnat de 17 anys. Pipí va conservar el poder a Nèustria a través del majordom Noderbert (687-695) i va fer proclamar rei a Clodoveu IV (a vegades esmentat com a III), un fill del difunt de pocs anys; el germà petit de Clodoveu, Khildebert, que tenia dret a part del regne segons el costum dels francs però Pipí el va mantenir fora per no fraccionar l'estat, en el qual era duc del Francs governant Austràsia sense rei titella però encara mantenint un rei a Nèustria. Clodoveu IV va morir el 695 i llavors aquest germà accedí al tron com a Khildebert III el Just.

## La genealogia d'Eudes segons la carta d'Alaó
Segons aquesta genealogia el duc Boggis va morir el 688 i el va succeir el seu fill Eudes que tenia un germà més petit de nom Imitari i estava casat amb una dama austrasiana de nom Waltruda de la família dels majordoms de palau. La seva vídua era Oda, una dama notable del país de Lieja a Austràsia, la qual en enviudar va decidir abandonar Aquitània amb el seu nebot Hubert, fill de Bertran (el germà petit de Boggis) i de Figberta (suposada germana d'Oda i esposa de Bertran, el que implicava que dues germanes s'havien casat amb dos germans) per establir-se a França. Van arribar a la cort de Teodoric III que els va acollir molt bé i Hubert fou nomenat comte palatí, funcions que va exercir poc temps, doncs aviat va decidir dedicar-se per complet a Déu, cedint al seu cosí Eudes tots els seus drets als ducats d'Aquitània i Gascunya, i amb la seva tia Oda es van retirar de la cort per viure sota la disciplina de Lambert de Lieja, bisbe de Maastricht que el va admetre com a clergue i al que després hauria succeït, transferit la seu episcopal de Maastricht a Lieja on va morir el 727, sent reconegut com a sant; el seu cos fou portat a una abadia a les Ardennes que va agafar després el seu nom. Segons la carta "Eudo Aquitanie dux" fou enterrat a Santa Maria d'Alarcon.
Oda hauria seguit fent obres de pietat fundant diverses esglésies entre les quals la col·legial d'Hamai prop d'Hui. Hauria mort el 711 deixant els béns que posseïa a Austràsia a Hubert de Lieja el seu nebot, que va utilitzar els béns per a construir diverses esglésies a Lieja on Oda fou reconeguda o honorada com a santa. Hubert abans d'esdevenir sacerdot, hauria estat casat i va tenir un fill de nom Flodobert que el va succeir al bisbat.
Descoberta la falsedat de la carta d'Alaó, destinada a donar una ascendència a Eudes, tot es desmunta. Imitari no apareix en altre lloc; Waltruda es crea amb una combinació de la llegenda de sant Amand de Maastricht amb la de sant Wandril fundador de l'Abadia de Fontenelle: Santa Waltruda fou la fundadora d'un convent consagrat el 656 per sant Amand que va originar la vila de Mons i és la patrona del comtat d'Hainaut (santa Vaudru); a la llegenda apareix un cert Eudes, poderós senyor de l'època, que va fer inútils esforços per casar-se amb santa Aldegunda, germana de Waldtruda. Aquesta és esmentada com a filla de Walaquisi (o Walkighisi) aliat de la que serà la dinastia carolíngia aleshores majordoms i ducs d'Austràsia i en el que es pot reconèixer a un dels tres fill que algunes llegendes donen a sant Arnoult el pare de sant Wandril. És clar que les dates no corresponen: sant Wandril va néixer a tot tardar el 601 i de jove fou company del rei Dagobert I (623–639), del qual el seu pare sant Arnoult era el tutor; Waltruda, germana de Wandril, no es podria haver casat amb Eudes que va començar a regnar vers 680 (quan havia de ser jove, ja que va governar fins vers el 735) si Waltruda aleshores havia de tenir una avançada edat (Wandril haguera tingut 80 anys, Waltruda n'hauria d'haver tingut com a molt pocs més de 60 i segurament més de 70). Aquest és un dels anacronismes de la carta. D'altra banda la llegenda de Sant Hubert és una creació del segle xii i no mereix cap consideració amb relació a la història del segle VII.

## Origen del duc
Descartat l'únic origen documentat, no es pot saber qui era i d'on venia Eudes. La teoria moderna suggereix que Llop I era un noble basc un dels fideles de Fèlix un aquitanoromà. L'hauria succeït per designació, per rebel·lió o per matrimoni (casat amb una filla de Fèlix) i hauria mort després del 676 segurament sent encara bastant jove. Llop seria doncs el pare d'Eudes, un vascoaquità, cap de la noblesa vascoaquitana aliada a tots els senyors oposats a Teodoric III. El fet que Eudes va tenir un net de nom Llop fa molt versemblant que fos fill de Llop I. L'extensió del seu territori a l'inici del regnat no es pot saber però va haver de ser entre el 676 i el 688 o poc després quan Aquitània amb Gascunya va assolir els límits que a grans trets la situen al sud i oest del Loira. La residència habitual del duc no se sap si fou Tolosa o un altre lloc.

## La guerra entre Nèustria i Austràsia; guerra civil a Austràsia i pujada al poder de Carles Martell
El majordom de Nèustria i Borgonya, Grimoald II, va morir assassinat el 714. El seu pare Pipí d'Héristal va designar com a successor al seu fill Teodebald, un menor d'edat (nascut vers 707 o 708 d'una concubina). Pipí d'Héristal va morir poc temps després, el mateix any (el 16 de desembre del 714) i Teodebald va quedar sota la regència de la vídua Plectrudis o Plectruda. Un fill bastard de Pipí, Carles Martell, que va reclamar el poder, fou empresonat per orde de la regent. La noblesa de Nèustria va rebre malament haver d'estar governada per una dona en nom d'un infant que no era rei i ni tan sols era legítim. Els principals senyors de Nèustria van agafar obertament les armes contra la regent, van derrotar a les seves tropes al bosc de Cuise i van obligar el jove Teodebald a fugir (715). Llavors els grans del regne van escollir com a majordom a un d'entre ells, de nom Ragenfred o Rainfroi, que va seguir la lluita contra els austrasians fins a la mort del rei Dagobert III que havia regnat només quatre anys i uns mesos. Llavors s'havia d'escollir un nou rei i Teodoric, el fill de Dagobert III era el candidat lògic, però era menor d'edat i la noblesa no el veia com un rei prou capacitat per fer front a Austràsia i van escollir al príncep Daniel, fill de Khilderic II d'Austrasia, que estava enclaustrat, amagat després d'haver escapat dels assassins del seu pare; aquest príncep va abandonar el seu nom de Daniel i va agafar el de Khilperic II. Mentre Carles Martell, un fill bastrad de Pipí d'Héristal, havia pogut de la presó on havia estat tancat, i es va fer reconèixer com a duc d'Austràsia pels nobles que li eren favorables (715). Primer va fer front als neustris del rei Khilperic II i el majordom Ragenfred, que havien fet aliança amb Ratbod, duc de Frísia, els quals van aconseguir alguns èxits militars sobre Carles (716) derrotant el seu exèrcit i assolant fins a Colònia; però Carles es va reorganitzar i va passar al contraatac derrotant a l'exèrcit rival prop del riu Amblef o Ambleve a les Ardennes; el març de l'any 717 va avançar contra els neustrios acampats a Vincy o Vinchy al Cambresis; abans de la batalla Carles va proposar un acord de pau però Khilperic va refusar la proposta i el diumenge 21 de març del 717 es va lliurar la decidiva batalla de Vinchy en la que Carles va aplanar a l'exèrcit de Nèustria i el va posar en fuita perseguint-lo fins a París. Llavors Carles va retornar a Austràsia i es va presentar a Colònia on es trobaven Plectruda i el seu net; la reina no va tenir més opció que reconèixer la superioritat de Carles Martell i entregar-li la majordomia d'Austràsia i tots els tresors que havien estat de Pipí (pare de Carles Martell amb una concubina). Carles es va fer proclamar per segona vegada com a duc i va posar al tron a un rei anomenat Clotari IV un suposat fill de Teodoric III, segurament més pensant en Nèustria que en Austràsia, que ja portava molt de temps sense rei. En tot cas Carles Martell es podia desfer del merovingi sense cap oposició, si volia

## La biografia d'Eudes segons les altres fonts

### Continuador de Fredegari, Liber Historia Francorum i altres historiadors francesos
L'esmenten altres fonts però cap parla del seu origen. El continuador de Fredegari diu que Carles Martell (successor del seu pare Pipí d'Héristal el 715) va derrotar a Ragenfred, majordom de palau de Nèustria (715-717) a Vinchy el 21 de març del 717 (continuador de Fredegari i Liber Historia Francorum) tot i l'aliança de Ragenfred amb els frisons pagans. Ragenfred va recórrer als vascons que formaven el gruix principal de l'exèrcit del duc Eudes. El continuador de Fredegari diu: "Per això Khilperic II (715–721) i Ragenfred (Rainfroy) van enviar una ambaixada a Eudes per obtenir la seva aliança contra Carles Martell; li van oferir el regne (el títol reial) i donacions (cessions territorials)". Eudes hauria estat doncs reconegut oficialment rei d'Aquitània pel rei de Nèustria, encara que fos com una mena de virregnat dependent nominalment de Nèustria, però aquesta independència monàrquica serà ben efímera. L'exèrcit reunit dels vascons d'Eudes, de Ragenfred i de Khilperic fou derrotat per Carles Martell el 14 d'octubre del 719 entre Senlis i Néry prop de Soissons; Eudes va poder fugir amb una part dels seus homes i passar al sud del Loira. El continuador diu que Eudes va fugir davant les forces de Carles Martell. Poc després Eudes va acollir a Khilperic a Tolosa, però va refusar de reprendre la lluita contra els francs i el 720 va lliurar al rei a Carles Martell a canvi d'un tractat de pau. Aquest tractat Eudes el va trencar el 725 però altre cop fou derrotat per Carles Martell, el qual segons el continuador de Fredegari va cridar en ajut als sarraïns, encara que la cronologia d'aquests fets sembla comprimida i les coses foren un xic més complexos.